# Fly (musikalbum)
Fly är det andra studioalbumet av Yoko Ono, utgivet på Apple Records den 20 september 1971. Albumet producerades av Ono och John Lennon. Originalutgåvan av albumet innehöll en fullstor poster, samt ett vykort för att kunna beställa Onos bok Grapefruit. Albumet innehåller bland annat låtarna "Mrs. Lennon" och "Mind Train", som släpptes som singlar. Albumet innehåller även låten "Don't Worry, Kyoko (Mummy's Only Looking for Her Hand in the Snow)", som är tillägnad Onos dotter Kyoko Cox. 
Låten "Airmale" används som soundtrack i Lennons film Erection, som visar en timelapsevideo av byggandet av London International Hotel , och låten "Fly" används som soundtrack i Onos film Fly.

## Inspelning
Albumet spelades in runt samma tid som Lennons Imagine. Ono var tvungen att spela om sångspåret till låten "Open Your Box", då EMI kallat den ursprungliga texten för smaklös. Låten innehöll en rad som gick "Open your trousers, open your skirt, open your legs and open your thighs" (på svenska: Öppna dina byxor, öppna din kjol, öppna dina ben och öppna dina höfter). Orden "Trousers", "skirt", "legs" och "thighs" ändrades till "houses", "church", "lakes", and "eyes" (hus, kyrkor, sjöar och ögon). Lennon och Ono klagade inte över ändringen av orden, utan ville endast få släppt albumet, enligt deras talesman.
"Will You Touch Me" spelades först in under inspelningarna till Fly i november 1971, men släpptes inte förrän Onos album Season of Glass 1981. Originalversionen släpptes på nyutgåvan av Fly 1997.

## Albumsläpp
Fly gick in som nummer 199 på Billboardlistan. Den 1 februari 1972 framförde Lennon och Ono låten "Midsummer New York" tillsammans med kompbandet Elephant's Memory till ett avsnitt av The Mike Douglas Show, som sändes den 15 februari.

## Låtlista
Alla låtar är skrivna och komponerade av Yoko Ono. 
| 1. | Midsummer New York | 3:50  |
| 2. | Mind Train         | 16:52 |

| 3. | Mind Holes                                                         | 2:45 |
| 4. | Don't Worry, Kyoko (Mummy's Only Looking for Her Hand in the Snow) | 4:55 |
| 5. | Mrs. Lennon                                                        | 4:10 |
| 6. | Hirake (tidigare släppt under titeln "Open Your Box")              | 3:32 |
| 7. | Toilet Piece/Unknown                                               | 0:30 |
| 8. | O'Wind (Body Is the Scar of Your Mind)                             | 5:22 |

| 1. | Airmale               | 10:40 |
| 2. | Don't Count the Waves | 5:26  |
| 3. | You                   | 9:00  |

| 4. | Fly             | 22:53 |
| 5. | Telephone Piece | 1:01  |

| 6. | Between the Takes        | 1:58 |
| 7. | Will You Touch Me (Demo) | 2:45 |

| 8. | The Path                            | 5:43 |
| 9. | Head Play (Medley: You/Airmale/Fly) | 2:35 |

## Medverkande
- Yoko Ono – sång, claves på "Airmale" och "Don't Count the Waves"
- John Lennon – gitarr, piano på "Mrs. Lennon", orgel, automatiserade instrument på "Airmale" och "Don't Count the Waves"
- Klaus Voormann – gitarr, bas, klockor på "Mrs. Lennon", cymbal på "O'Wind", percussion på "Don't Count the Waves"
- Bobby Keys – claves på "O'Wind"
- Eric Clapton – gitarr på "Don't Worry, Kyoko (Mummy's Only Looking for Her Hand in the Snow)"
- Jim Keltner – trummor, tabla, percussion
- Ringo Starr – trummor på "Don't Worry, Kyoko (Mummy's Only Looking for Her Hand in the Snow)"
- Jim Gordon – trummor på "Hirake", tabla på "O'Wind"
- Chris Osborne – dobro på "Midsummer New York" och "Mind Train"
- Joe Jones – automatiserade instrument på "Airmale", "Don't Count the Waves" och "You"
- George Marino – mastringstekniker